# SYLOK
SYLOK (System lokalizacji) – jeden z modułów systemu dyspozytorskiego MSD-80. SYLOK powstał w Zakładzie Systemów Dyspozytorskich ZB-7 (wcześniej Zakład Systemów Sterowania BS-3) Centrum Naukowo-Produkcyjnego Elektrotechniki i Automatyki Górniczej EMAG w Katowicach, na początku lat 80. XX wieku. Bazą sprzętową systemu był minikomputer PRS-4 wyposażony w wydzielony kanał przemysłowy, umożliwiający akwizycję sygnałów analogowych, których źródłem były zainstalowane w podziemiach kopalni sejsmometry. Prototyp systemu zainstalowano w kopalni Szombierki w lutym 1983 roku. Pozytywne rezultaty doświadczalnej eksploatacji spowodowały instalację systemu SYLOK w 16 polskich kopaniach zagrożonych tąpaniami. W połowie lat 80. XX stulecia sprzedano do Chin 5 systemów SYLOK oraz licencję na jego wytwarzanie (podobnie jak systemu SAK). Był to wtedy jedyny w Polsce przypadek sprzedaży licencji systemu komputerowego.Od początku lat 90. XX wieku system SYLOK zastępowany był przez następną generację urządzeń nazwaną ARAMIS, ale w wielu kopalniach SYLOK jest jeszcze wykorzystywany.

## Przeznaczenie
SYLOK przeznaczony był do automatycznego wyznaczania epicentrum i energii wstrząsu bezpośrednio po jego wystąpieniu. Do wyznaczania epicentrum, czyli miejsca wystąpienia wstrząsu, wykorzystywano różnice czasu dotarcia tej samej fali sejsmicznej P do stanowisk poszczególnych sejsmometrów. Na podstawie różnic czasowych, współrzędnych stanowisk sejsmometrów oraz prędkości rozchodzenia się fali sejsmicznej P lokalizowano epicentrum wstrząsu, a na podstawie czasu trwania sygnałów oraz ich amplitudy wyznaczano energię wstrząsu. Dane dostarczane przez system SYLOK (rozkład czasowo-przestrzenny oraz energia rzeczywista wstrząsów sejsmologicznych), wraz z danymi pochodzącymi z systemu SAK (rozkład czasowo-przestrzenny, energia umowna oraz aktywność trzasków sejsmoakustycznych) oraz wynikami wierceń małośrednicowych umożliwiały ocenę rzeczywistego stanu zagrożenia tąpaniami. Pozwalało to na efektywne prowadzenie profilaktyki tąpaniowej (odprężanie, nawadnianie, ograniczanie zatrudnienia w strefach zagrożonych, wzmacnianie obudowy) prowadzącej do poprawy bezpieczeństwa pracy załóg dołowych. 

## Zasada działania
Sejsmometry (typu SPI-80 lub SM-3) przetwarzały fale sejsmiczne na analogowe sygnały elektryczne, które przesyłane były na powierzchnię kopalni za pośrednictwem naturalnej, prądowej transmisji po liniach symetrycznych. Tam przetwarzane były, przez wielokanałowy przetwornik analogowo-cyfrowy i zapisywane w buforze FIFO, zlokalizowanym w pamięci operacyjnej minikomputera PRS-4. Równocześnie algorytm wyszukiwał, we wszystkich kanałach przybliżony początek fali P. Wykrycie przybliżonego początku fali powodowało zatrzaśnięcie bufora w taki sposób, że zapamiętywano również przebieg z okresu 1,5 sekundy poprzedzającego tak wyznaczony początek. Zatrzaśnięcie bufora uruchamiało algorytm dokładnego określenia początku fali we wszystkich kanałach oraz wyliczenia różnic czasowych pozwalających wyznaczyć epicentrum wstrząsu. Na podstawie czasu trwania oraz amplitudy zarejestrowanych sygnałów obliczano energię wstrząsu. Informacje o epicentrum oraz energii wstrząsu, wyświetlane na ekranie monitora ekranowego, uzupełniano przebiegami fal we wszystkich kanałach z zaznaczonymi pierwszymi wejściami. Personel stacji ds. tąpań mógł skorygować wyznaczone automatycznie początki fal i ponownie wyliczyć parametry epicentrum. Miało to szczególne znaczenie dla lokalizacji epicentrum wstrząsów o małej energii lub odległych.